# جغرافيا إيسواتيني

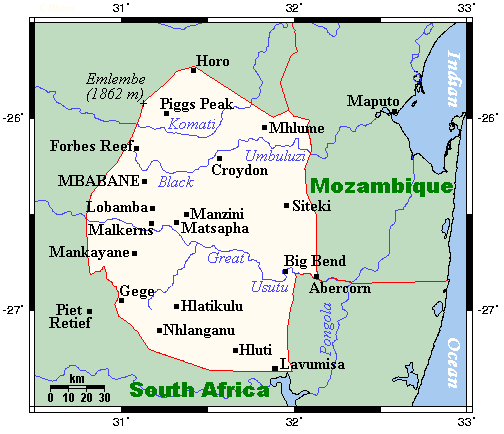
خريطة إيسواتيني

موقع إيسواتيني

إسواتيني، هي دولة في جنوب إفريقيا، تقع إسواتيني بين موزمبيق وجنوب إفريقيا. تقع الدولة في الإحداثيات الجغرافية26°30′S 31°30′E / 26.500°S 31.500°E. تبلغ مساحة إيسواتيني الإجمالية 17363 كيلومترًامربعًا، و160كم منها عبارة عن مياه. المناطق الرئيسية في البلاد هي لاوفيلد وميدفيلد وهايفيلد.

## المناخ
يختلف مناخ إيسواتيني من استوائي إلى شبه معتدل . الفصول في إيسواتيني هي عكس فصول نصف الكرة الشمالي إذ يكون ديسمبر منتصف الصيف بينما يكون يونيو منتصف الشتاء. بشكل عام، تهطل الأمطار غالبًا أثناء أشهر الصيف، وغالبًا ما تكون على شكل عواصف رعدية. فصل الشتاء هو فصل الجفاف. معدل هطول الأمطار السنوي هو الأعلى في هايفيلد في الغرب، ويتراوح بين 1,000 و 2,000 مليمتر (39.4 و 78.7 بوصة) حسب السنة. كلما اتجهنا شرقًا، يقل معدل هطول الأمطار، حيث تسجل لوفيلد من 500 إلى 900 مليمتر (19.7 إلى 35.4 بوصة) سنويًا. ترتبط الفروقات في درجات الحرارة أيضًا بالإرتفاع في المناطق المختلفة. تكون درجة الحرارة في هايفيلد معتدلة ونادرًا ما تكون مرتفعة، بينما قد تسجل لاوفيلد درجات حرارة حوالي 40 °م (104 °ف) في الصيف.
متوسط درجات الحرارة في مبابان حسب المواسم:
| الخريف | سبتمبر اكتوبر | 18 °م (64.4 °ف) |
| صيف    | نوفمبر - مارس | 20 °م (68 °ف)   |
| الخريف | أبريل مايو    | 17 °م (62.6 °ف) |
| الشتاء | يونيو أغسطس   | 13 °م (55.4 °ف) |

## الجغرافيا الطبيعية

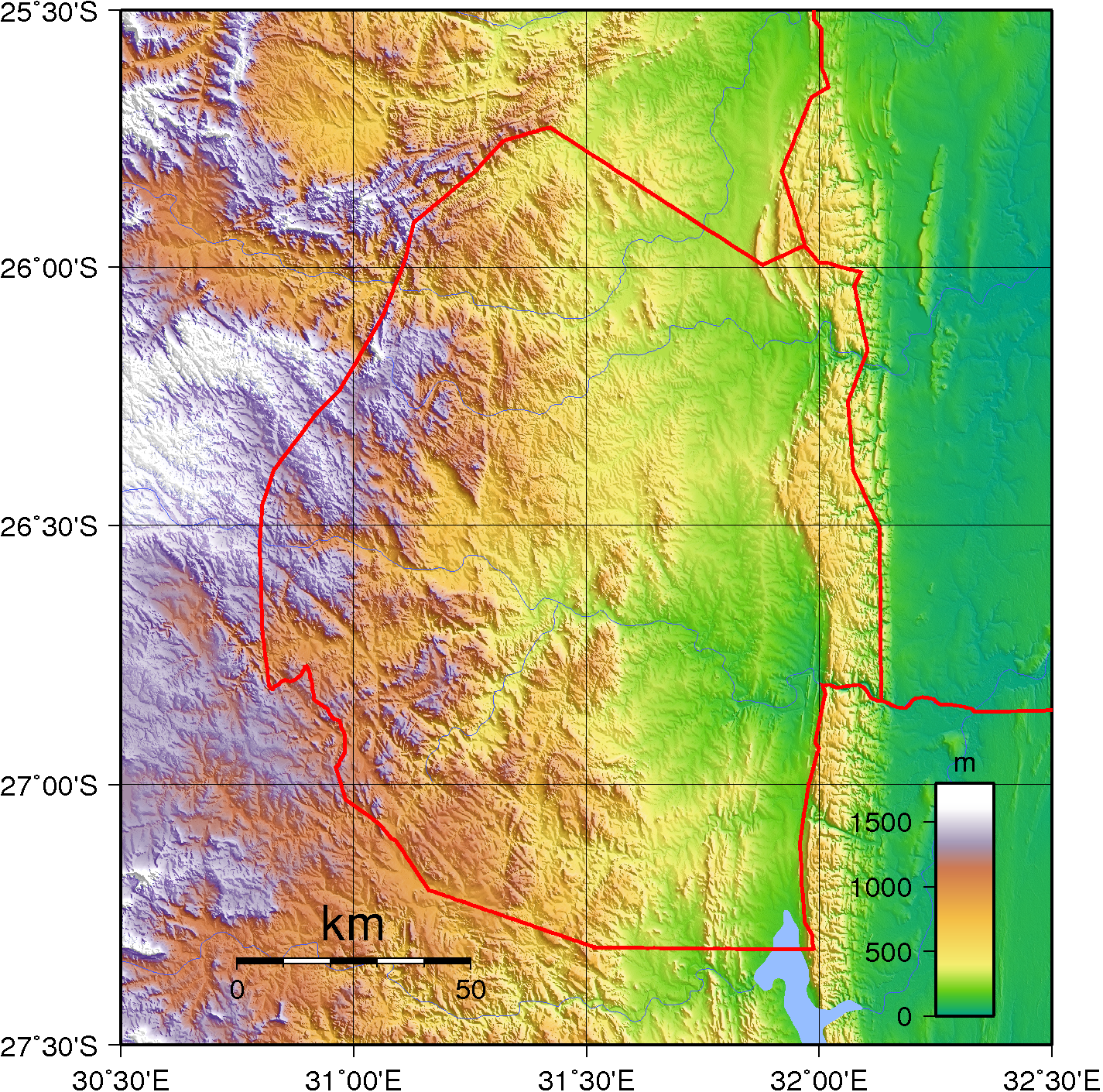
الخريطة الطبوغرافية لإسواتيني

تتكون التضاريس إلى حد كبير من الجبال والتلال، مع بعض السهول متوسطة الإنحدار. أدنى نقطة هي نهر أوسوتو العظيم، على ارتفاع 21 مترًا، وأعلى نقطة هي إمليمبي على ارتفاع 1862 مترًا.
إسواتيني دولة غير ساحلية، لذلك فإن ليس لديها أي مطالبات ساحلية أو بحرية. من حيث الحدود البرية، تقع إيسواتيني على حدود موزمبيق لمسافة 105 كيلومترات، وجنوب إفريقيا لـ 430، مما يعطي إجمالي طول الحدود البرية 535 كم.

### الموارد الطبيعية
تتكون إيسواتيني من الموارد الطبيعية التالية: الأسبستوس، والفحم، والطين، وحجر القصدير، والطاقة الكهرومائية، والغابات، ورواسب الذهب والماس الصغيرة، وحجر المحاجر، والتلك.
670 كيلو متر مربع من أراضي البلاد مروية. يصف الجدول التالي استخدام الأراضي في إيسواتيني:
| يستخدم            | النسبة المئوية للمساحة |
| ----------------- | ---------------------- |
| أرض صالحة للزراعة | 9.77                   |
| المحاصيل الدائمة  | 0.7                    |
| آخر               | 89.53                  |

## البيئة

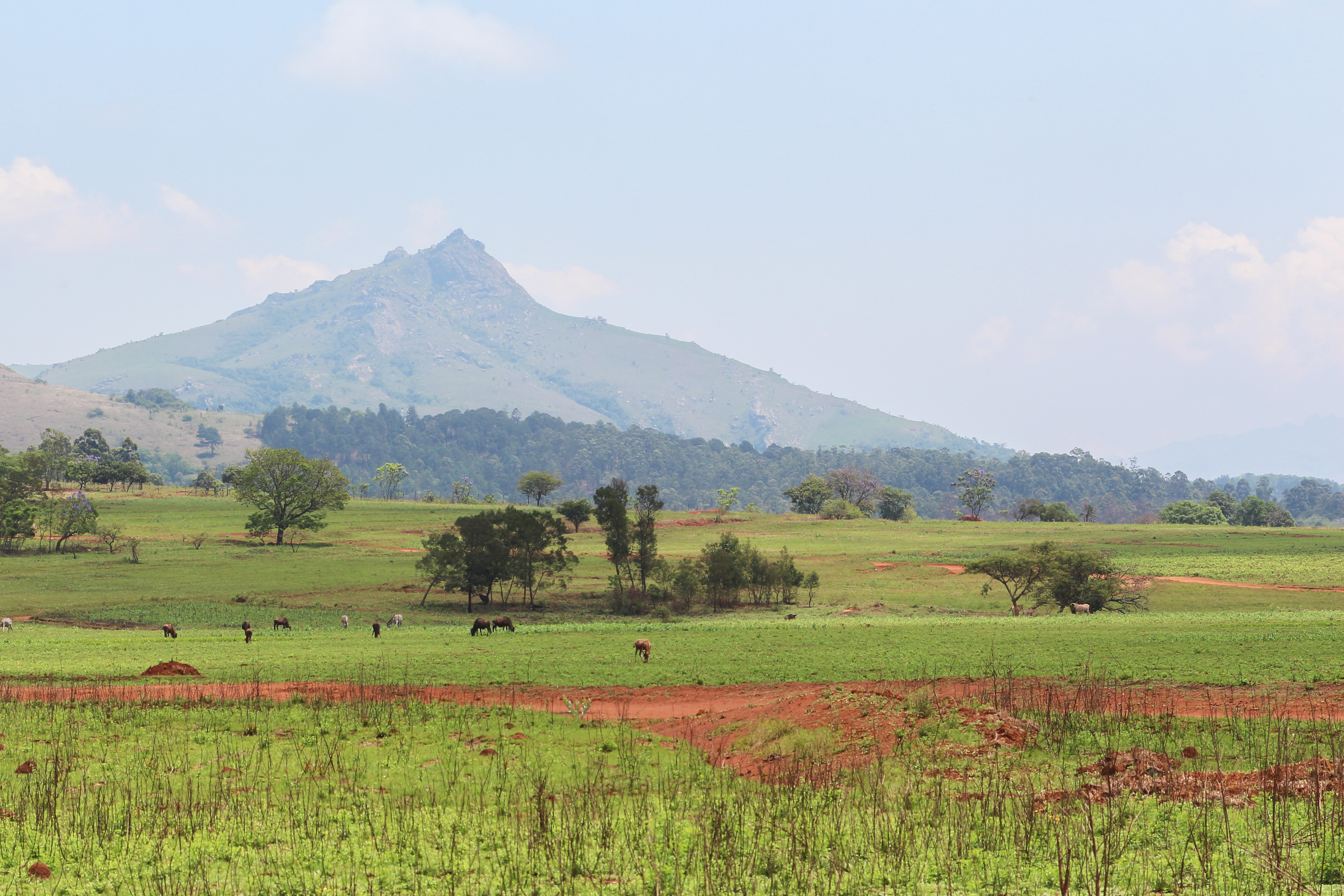
محمية Mlilwane للحياة البرية

إسواتيني معرضة للفيضانات والجفاف . يعد تأكل التربة نتيجة الرعي الجائر مشكلة متنامية.
إسواتيني هي جزء من الاتفاقيات الدولية التالية: التنوع البيولوجي والأنواع المهددة بالإنقراض وحظر التجارب النووية وحماية طبقة الأوزون. وقعت البلاد، لكنها لم تصدق على اتفاقية التصحر وقانون البحار.

## النقاط القصوى
هذه قائمة النقاط القصوى في إيسواتيني، وهي النقاط التي تقع في أقصى الشمال أو الجنوب أو الشرق أو الغرب من أي موقع آخر.
- أقصى نقطة شمالية - موقع غير مسمى للحدود مع جنوب إفريقيا شمال قرية هورو، منطقة هوهو
- النقطة الشرقية - و ترايبوينت مع جنوب أفريقيا وموزمبيق ، مقاطعة لوبومبو
- أقصى نقطة جنوبية - موقع غير مسمى على الحدود مع جنوب إفريقيا ، منطقة شيزيلويني
- أقصى نقطة في الغرب - جزء طولي من الحدود مع جنوب إفريقيا ، منطقة مانزيني (ليست نقطة واحدة)

## روابط خارجية
- الأرشيف الرقمي الأوروبي على خرائط التربة في العالم - خرائط التربة لسوازيلاند